# Elionor (prenom)
Elionor és un prenom femení català que prové del nom propi gàl·lic Leonorius, nom d'un bisbe de Bretanya del segle vi. La seva festa onomàstica és el 22 de febrer o el 25 de juny en honor de la beata Elionor de Provença, reina d'Anglaterra.

## Difusió
Elionor és un prenom que tingué força difusió durant l'edat mitjana i el portaren moltes reines i dames de la noblesa Europea.
Variants: Alienor, Elienor, Leonor.
Diminutius: Nor, Nora, Noreta.
Versions en altres idiomes:
- alemany: Eleonore
- anglès: Eleanor
- eslovac: Eleonóra
- espanyol: Leonor
- francès: Aliénor, Éléonore, Léonore
- italià: Eleonora, Leonora
- hongarès: Eleonóra
- occità: Alienòr, Eleonòr[5]
- portuguès: Leonor

## Biografies
- Elionor d'Aquitània (Bordeus, 1122 - Peiteu, 1204), duquessa d'Aquitània i reina consort de França.
- Elionor d'Anglaterra, diversos personatges.
- Elionor d'Anhalt-Zerbst, princesa alemanya
- Elionor d'Alburquerque (c. 1374 - Medina del Campo, 1435), comtessa d'Alburquerque i de Ledesma i senyora de Castro de Haro, entre altres dominis a Castella, i reina consort d'Aragó.
- Elionor d'Anjou (1289 - Arene, 1341), princesa de Nàpols i reina consort de Sicília.
- Elionor d'Aragó i d'Alburquerque (?, 1400 - Toledo, 1445), princesa d'Aragó, reina consort de Portugal i regent de Portugal.
- Elionor d'Aragó i de Castella (1182 - 1226), princesa d'Aragó i comtessa consort de Tolosa.
- Elionor d'Aragó i Montferrat (? 1378 - Ermita de Sant Joan (Montblanc), 1430), infanta d'Urgell.
- Elionor d'Aragó i de Sicília (Santa Maria del Puig, 1358 - Cuéllar, 1382), princesa d'Aragó i reina consort de Castella.
- Elionor d'Aragó, senyora de Valls, princesa d'Aragó
- Elionor d'Arborea (Molins de Rei, 1340 - Oristany, 1403), jutge d'Arborea.
- Elionor de Bohun, noble anglesa
- Elionor de Borbó i Ortiz (Madrid, 2005), infanta d'Espanya primogènita dels Prínceps d'Astúries.
- Elionor Juliana de Brandenburg-Ansbach, princesa alemanya
- Elionor de Castella i Portugal (v. 1310 - Castrojeriz, 1359), infanta de Castella i reina d'Aragó.
- Elionor de Castella i de Manuel, infanta de Castella i reina consort de Navarra
- Elionor de Châtellerault (~1103, Châtellerault - Talmont 1130), duquessa d'Aquitània.
- Elionor Desmier d'Olbreuse, noble francesa
- Elionor d'Este (Ferrara, 1515 - 1575), membre de la Casa d'Este que va esdevenir religiosa.
- Elionor de Guzmán (Sevilla, 1310 - Talavera de la Reina, 1351), senyora de Medina Sidonia.
- Elionor d'Habsburg (Brussel·les, 1498 - Talavera de la Reina, 1558), infanta de Castella, princesa d'Aragó, reina consort de Portugal (1518-1521) i de França (1530-1547).
- Elionor Clara de Hohenlohe-Neuenstein, princesa alemanya
- Elionor de La Marca, princesa de la Marca (França)
- Elionor de Màntua, noble italiana
- Elionor de Mèdici (1591-1617) o Elionor de Ferran I de Mèdici (Florència, 1591 - 1617), princesa de Toscana.
- Elionor de Nàpols (Nàpols, 1450 - Ferrara, 1493) princesa de Nàpols, duquessa consort de Ferrara i Mòdena.
- Elionor de Nassau-Saarbrücken, noble alemanya
- Elionor I de Navarra (Olite, Navarra, 1426 – Tudela, 1479), princesa d'Aragó i reina de Navarra.
- Elionor del Palatinat-Neuburg (Düsseldorf, 1655 - Viena, 1720), Princesa del Palatinat a Neuburg.
- Elionor de Portugal (1328 - Xèrica, València, 1348), infanta de Portugal i reina consort de la Corona d'Aragó.
- Elionor de Provença (Ais de Provença, v. 1223 - Amesbury, 1291), infanta de Provença i reina consort d'Anglaterra.
- Elionor de Saxònia-Eisenach, princesa alemanya
- Elionor de Sicília (1325 - Lleida, 1375), infanta de Sicília i reina d'Aragó.
- Elionor Telles de Menezes (Trás-os-Montes, v. 1350 - Tordesillas, 1386), reina consort de Portugal i regent del regne.
- Elionor de Toledo (Alba de Tormes, 1522 - Pisa, 1562), aristòcrata castellana que va esdevenir duquessa consort de Florència.
- Elionor d'Urgell (? 1410 - ?, d. 1460), infanta d'Urgell i princesa de Salern.
- Elionor de Viseu (Beja, 1458 - Lisboa, 1525), infanta de Portugal i reina consort de Portugal.
- Elionor Maria d'Anhalt-Bernburg, noble alemanya
- Elionor Maria d'Habsburg, arxiduquessa d'Àustria i reina de Polònia
- Elionor Caterina de Zweibrücken, princesa alemanya
- Anna Elionor de Hessen-Darmstadt, princesa alemanya
- Cristina Elionor de Zeutsch, noble alemanya
- Elisabet Elionor de Brünsvic-Wolfenbüttel, duquessa consort de Saxònia-Meiningen
- Sofia Elionor de Saxònia, princesa alemanya
- Ulrica Elionor de Suècia, reina de Suècia

### Versió Leonor
- Leonor Fini, artista argentina
- Leonor Margets, jugadora de pòquer

### Versió Eleanor
- Eleanor Roosevelt, primera dama dels Estats Units
- Eleanor Garatti, esportista
- Eleanor Steber, soprano

### Versió Leonora
- Leonora Baroni, compositora

## Miscel·lània
- Eleanor, població dels Estats Units
- Leonora, òpera de Severio Mercadante
- Leonore, població d'Illinois (Estats Units)